# Aurel-Baliguel
Aurel-Baliguel est une localité du Burkina Faso située dans le département de Banh, la province du Loroum et la région du Nord. 

## Population
Lors du recensement de 2006, on y a dénombré 436 habitants. 